# Засавска регија
Засавска регија (словен. Zasavska regija) је једна од 12 статистичких регија Словеније. Највећи град и културно и привредно средиште ове регије је град Трбовље.
По подацима из 2005. године овде је живело 45.356 становника.

## Списак општина
У оквиру Засавске регије постоје 4 општине:
- Општина Загорје об Сави
- Општина Литија
- Општина Трбовље
- Општина Храстник